# Zbudská Belá
Zbudská Belá est un village de Slovaquie situé dans la région de Prešov.

## Histoire
Première mention écrite du village en 1463.

## Démographie

### Évolution de la population
| Année:               | 1994. | 2004.    | 2014.   | 2024.   |
| -------------------- | ----- | -------- | ------- | ------- |
| Nombre de personnes: | 179   | 130      | 126     | 114     |
| Différence:          |       | -27,37 % | -3,07 % | -9,52 % |

| Année:               | 2023. | 2024.   |
| -------------------- | ----- | ------- |
| Nombre de personnes: | 116   | 114     |
| Différence:          |       | -1,72 % |